# 페드루 엔리케 올리베이라
페드루 엔리케 코르치스 올리베이라 고이스(포르투갈어: Pedro Henrique Cortes Oliveira Gois, 1992년 1월 17일 ~ )는 페드루 엔리케(Pedro Henrique Oliveira)로 불리는 축구 선수이다. 브라질 태생이지만 동티모르 국적도 갖고 있는 이중 국적자이며 포지션은 중앙 공격수이다. K리그 등록명은 페드로였다. 현재 몰디브 빅토리 SC 소속이다.